# Ostravské školní hry
Ostravské školní hry jsou největším projektem Ostravy zaměřeným na děti základních škol, které soutěží v šesti disciplínách během šesti kvalifikačních a jednoho finálového dne. Projekt vznikl za podpory Evropského města sportu 2014.

## Cíle projektu
Cílem této akce je zapojit co nejvíce ostravských dětí, které nejsou zapsané v žádném sportovním klubu, do sportovních aktivit. Ukázat dětem, že sport pro ně může znamenat především potěšení a zábavu a podpořit v dětech sportovního ducha. 
V rámci této akce mají děti možnost potkat se se svými kamarády z jiných škol a seznámit se s vrcholovými sportovci.

## Popis
Téměř ze všech ostravských základních škol, kterých je více než čtyřicet, se schází přes osm tisíc dětí při těchto hrách. Cílem jejich snahy je dosáhnout na stupně nejvyšší, kdy ve velkém finále měří síly se svými vrstevníky a kamarády. 
Soutěžení se odehrává v duchu fair play a olympijské myšlenky. Akce se koná na Vítkovickém městském stadionu, kde probíhá např. i Zlatá tretra. Tedy v prostředí s kvalitním světovým zázemím, kde je dostatek místa pro diváky, což ocení všichni příznivci těchto her. Tribuna bývá obsazena rodiči, kamarády, známými, ale i cizími lidmi, kteří se přicházejí podívat na sportovní úpolení mladých sportovních nadšenců. 
Celkově tito mladí účastníci soutěží v sedmi disciplínách, kde jsou klasické olympijské sporty jako atletika, ale také míčové hry nebo třeba in-line bruslení. 
Tato akce však není jen šancí dětí prokázat své sportovní schopnosti v Coubertinově duchu „Není důležité vyhrát, ale zúčastnit se“. Návštěvníci mohou přispět ve veřejné sbírce dětem z oddělení onkologie Fakultní nemocnice Ostrava. 

### Charita
"Děti dětem" tak se nazývá charitativní akce v rámci projektu Ostravské školní hry, která spočívá v umístění charitativních kasiček do téměř všech zúčastněných základních škol. Za symbolický příspěvek 20 Kč děti obdrží los, který je slosovatelný na Velkém finálovém dni na Městské stadionu v Ostravě-Vítkovicích. Těmito dobrovolnými příspěvky je podporována dětská onkologie v Ostravě.

## Disciplíny
Soutěží se v sedmi disciplínách: 

### Atletika – pětiboj
- kategorie: 
  - 3.–5. třída smíšený tým
  - 6.–7. třída chlapci
  - 6.–7. třída dívky
  - 8.–9. třída chlapci
  - 8.–9. třída dívky
- každou školu reprezentují 4 děti z každé kategorie na všechny disciplíny
- disciplíny: sprint 60 metrů, skok daleký, koordinační dráha na rychlost, hod raketkou, vrh koulí/plným míčem
- atletiky se nesmí zúčastnit žádný závodník, který je registrovaným členem atletického oddílu

### Fotbal
- kategorie: 
  - 3.–5. třída smíšený tým
  - 6.–7. třída chlapci
  - 8.–9. třída chlapci
- v 1 týmu hraje 1 brankář, 4 hráči a 2 náhradníci
- za hrubé nesportovní chování může být tým vyloučen
- hra probíhá 1 x 15 minut hrubého času
- rozměry hřiště 20 x 40 m, branky 2 x 2 m
- hra v duchu Fair play
- v této disciplíně může tým zastupovat pouze jeden hráč, který je registrovaným hráčem fotbalu

### Vybíjená
- kategorie: 
  - 3.–5. třída smíšený tým
  - 6.–7. třída chlapci
  - 6.–7. třída dívky
  - 8.–9. třída chlapci
  - 8.–9. třída dívky
- v 1 týmu hraje 10 hráčů a nejvýše 2 náhradníci
- hra probíhá 2 x 7 minut, 3 minuty poločas
- vyhrává družstvo, které během hrací doby vybije největší počet hráčů

### Přehazovaná/volejbal
- kategorie přehazovaná: 
  - 3.–5. třída smíšený tým
  - 6.–7. třída chlapci
  - 6.–7. třída dívky

- kategorie volejbal: 
  - 8.–9. třída chlapci
  - 8.–9. třída dívky
- v týmu hraje 6 hráčů a 2 náhradníci

### Streetball
- kategorie: 
  - 6.–7. třída chlapci
  - 6.–7. třída dívky
  - 8.–9. třída chlapci
  - 8.–9. třída dívky
- v týmu hrají 3 hráči a 2 náhradníci
- hra probíhá 2 x 7 minut, 1 minuta poločas

### In-line biatlon
- kategorie: 
  - 3.–5. třída smíšený tým
  - 6.–7. třída chlapci
  - 6.–7. třída dívky
  - 8.–9. třída chlapci
  - 8.–9. třída dívky

- na startu vyjíždí 4 závodníci
- disciplíny: 
  - dlouhá trať
  - in-line biatlon
- střelba vleže a vstoje
- povinná výzbroj: in-line brusle, chrániče, přilba

### Sportovní aréna pro nejmenší
- kategorie: určena pro děti od 1. do 3. třídy
- aktivity v rámci celé sportovní arény: 
  - atletika
  - fotbal
  - ragby[4]

## Zásady chování
Děti, které se účastní Ostravských školních her se řídí následujícími pravidly chování fair play
1. V soutěži bojuji čestně a podle pravidel
2. Uznám, že soupeř je lepší, v cíli nebo po zápase mu podám ruku, vzdám mu tím čest
3. Vítězství není důvodem k nadřazenosti
4. I poražený zaslouží uznání, není terčem posměchu, ani skrytého
5. Soutěž má rovné podmínky pro všechny hráče či závodníky
6. V soutěži respektuji pokyny a nařízení rozhodčích a pořadatelů, řídím se jimi
7. Chci vyhrát, ale nikoli za každou cenu
8. Diváci jsou součástí sportovní akce, potleskem vzdají čest vítězi i poraženému
9. Férové sportovní chování je mi vlastní i v každodenních životních situacích
10. Svým chováním jdu příkladem mladším sportovcům